# 瓦蘭多沃
瓦蘭多沃是北馬其頓共和國瓦蘭多沃市鎮内的城镇及行政中心。2021年人口数量为3,671人。